# معماری عصر برنز در ایران
در حدود ۳٬۴۰۰–۳٬۳۰۰ سال پیش از میلاد (در عصر برنز)، در سرزمینی که امروزه ایران نامیده می‌شود، شهرهایی بازرگانی برآمدند که احتمالاً در شبکهٔ فرهنگی مشترکی (موسوم به حوزهٔ فرهنگ آغازایلامی) با هم پیوند داشته‌اند و در مسیر تجاری میان تمدن‌های بین النهرین باستان، تمدن دره رود سند و آسیای مرکزی نقش‌آفرینی کرده اند.

بزرگترین این شهرها ملیان (انشان) بوده‌است که در اواسط عصر برنز دور آن دیوار دفاعی عظیمی کشیده بودند.
شوشِ آغازایلامی نیز از شهرهای مهم این حوزهٔ فرهنگی در جنوب غربی ایران بود که امروزه اثری از معماری آن نمانده‌است. با آغاز دوران ایلام کهن در جنوب غربی ایران، شوش به شهری در قامت شهرهای میانرودان تبدیل شد.
فرمانروایی ایلامی نیز کاخ و آرامگاهی در هفت‌تپه ساخت و در گودین‌تپه در زاگرس مرکزی معابر شهری کوچکی ساخته شد که برخی ارابه‌رو بودند و در دو طرف آن‌ها مغازه یا کارگاه‌هایی قرار داشت.
گودین‌تپه در این زمان حصاری بیضوی شکل داشت و الگوهای معماری آن در این دوره مشابه الگوهای معماری شهرهای جنوب غربی ایران بود.

در این دوران در تپه یحیی در جنوب شرقی ایران ساختمانی بزرگ برای بازرگانان غیربومی ساخته شد.
در همین منطقه شهر سوخته شهری عظیم با بافتی پیچیده بود که به حوزه‌های کارکردی مختلف تقسیم می‌شد.

در عصر برنز در تپهٔ جنوبی سیلک در فلات مرکزی ایران محله‌هایی با خانه‌های مسکونی و کوچه‌هایی در اطراف خانه‌ها ایجاد شده که با خانه‌های روستایی امروزی اطراف کاشان سنخیّت دارد.
در همین دوران یک سوم فضاهای شهری تپه حصار به فعالیت‌های تولیدی اختصاص داشته و ظاهراً مردمان آن ثروتی قابل توجه اندوخته بوده‌اند.
در فلات شمالی ایران هم در تورنگ تپه سازهٔ خشتی بزرگی ساخته شده بوده که با زیگورات بزرگ اور-نامو هماوردی می‌کرده‌است.
همزمان با گسترش حوزهٔ فرهنگی آغازایلامی، شمال غربی ایران حوزه‌ای فرهنگی تشکیل می‌داد که از بقیهٔ ایران متمایز بود و به فرهنگ یانیق‌تپه (کورا-ارس ۱) موسوم است. در شمال دریاچهٔ ارومیه سکونت‌گاه‌ها به الگوی تثبیت‌شده آناتولی و قفقاز جنوبی (خانه‌های گرد از جنس خشت خام) نزدیکند. از سکونت‌گاه‌های جنوب دریاچهٔ ارومیه به علت کاوش‌های محدود الگویی در دست نیست.
همزمان با زوال و فروپاشی تمدن عصر برنز، شهرهای واقع در مسیر تجاری عصر برنز به‌تدریج دچار زوال شدند.

## بافتار تاریخی

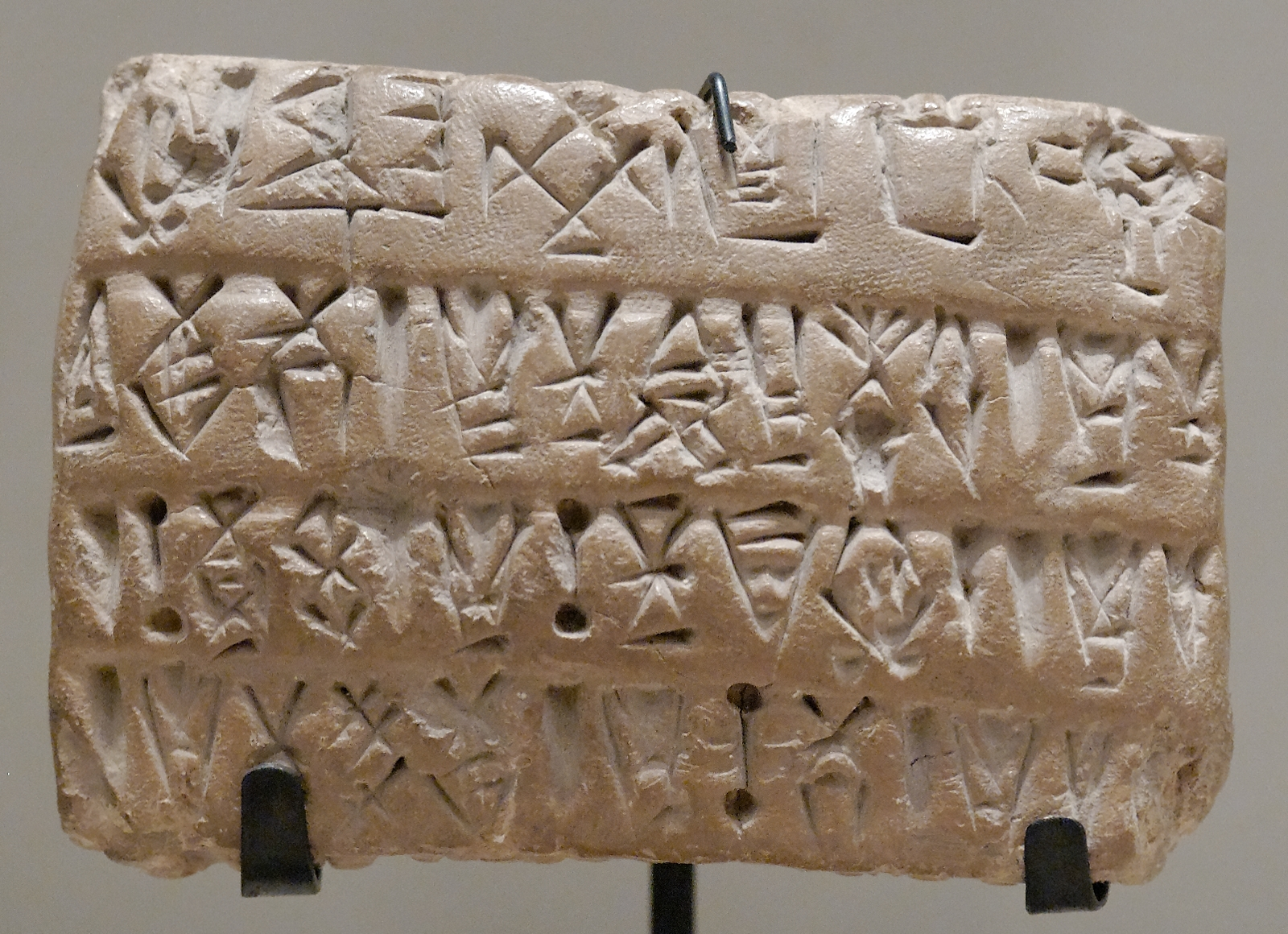
کتیبه آغازایلامی، علایم بازرگانی و حسابداری، از تل آکروپولیس شوش، در موزهٔ بریتانیا

در ادبیات باستان‌شناختی ایران، عبارت عصر برنز به دوره‌ای گفته می‌شود که با برآمدن شهرهای بازرگانی در حدود ۳٬۴۰۰–۳٬۳۰۰ سال پیش از میلاد آغاز شد و تا ابتدای عصر آهن در ۱٬۴۰۰–۱٬۳۰۰ سال پیش از میلاد ادامه یافت و دوران گذار از فرهنگ‌های عصر حجر (یا به عبارت دقیق‌تر دوران مس‌سنگی) به تمدن‌های عصر آهن بود.
مناطق پیرامون دشت‌های فلات ایران از میانهٔ هزارهٔ چهارم پیش از میلاد تا اوایل هزارهٔ سوم پیش از میلاد شاهد پیدایش مراکزی شهری بود که نتیجهٔ توسعهٔ بازرگانی و روابط تجاری به‌ویژه در زمینهٔ فلزها بودند. این فرایند غالباً شاخه‌ای از پیدایش تمدن در دوران اوروک میانرودان دانسته می‌شود.
آغاز عصر برنز با تحولات عظیم در ساختار جوامع ایران همزمان بود. در این دوره جمعیت فلات ایران به‌شدت افزایش یافت.
در مطالعهٔ معماری و سکونت‌گاه‌های ایران در اوایل قرن برنز، دو حوزهٔ فرهنگی شاخص در ایران پدیدار می‌شود:
1. حوزهٔ فرهنگ آغازایلامی (یا نیاایلامی):[الف]  در جنوب ایران از شوش در غرب تا شهر سوخته در شرق، و در شمال تا زاگرس مرکزی (تپه سیلک) و فلات مرکزی ایران (تپه حصار)
2. حوزهٔ فرهنگی یانیق (یا فرهنگ کورا-ارس ۱): مستقر در شمال غرب ایران، و امتداد یافته در جنوب تا زاگرس مرکزی (گودین‌تپه ۴) و دشت قزوین در فلات مرکزی ایران

در اواسط عصر برنز، فلات ایران صحنهٔ شکوفایی گسترده ولی کوتاه‌مدت شهرنشینی بود.
مراکز شهری‌ای چون شهر سوخته، تپه حصار، تپه یحیی، شهداد، و جیرفت بخشی از شبکهٔ بازرگانی‌ای بودند که آسیای مرکزی را به سواحل جنوبی خلیج فارس و دریای عمان، ایلام، و میانرودان وصل می‌کرد.
مهمترین کالاهای تجارتی در این شبکه مس (از مرکز و جنوب‌شرقی ایران و عمان) و لاجورد (از بدخشان در افغانستان و کویته در پاکستان) بود که بخش عمدهٔ آن به سرزمین‌های غربی (به‌ویژه میانرودان) صادر می‌شد و در تزئینات ابنیهٔ اداری و آیینی طبقهٔ حاکم به کار می‌رفت.

### گسترش اوروک

گسترش اوروک به فلات ایران، شام، و آناتولی

تولید همراه با تقسیم کار، که عموماً در همهٔ جوامع کشاورزی اولیه در پی انقلاب نوسنگی روی داد، سبب شد الگوهای اجتماعی و اقتصادی غامض‌تر شوند، و ثبات در تولید غذا افزایش جمعیت را در پی داشت. با تبدیل شدن گروه‌های اجتماعی به طبقه‌ها، سلسله‌مراتبی در این جوامع شکل گرفت که می‌توان از نظر سیاسی ساختار آن‌ها را طایفه‌ای یا پیشاطایفه‌ای دانست. نتیجهٔ همهٔ این فرایندها ظهور سکونت‌گاه‌های بزرگ شهری یا نیاشهری بود، که از اواخر دوران مس‌سنگی آغاز شد و شاخصهٔ مهم عصر برنز است.
با آغاز عصر برنز، دولت‌شهر‌هایی در خاور نزدیک پدید آمدند و سبب آغاز دوران اوروک در میانرودان شدند.
در این دوران گسترهٔ منابع طبیعی موجود، از جمله خاکی که دو یا سه بار در سال قابل کشت بود، مراتع گسترده و همچنین منابع دریایی (مثل ماهی‌گیری) بنیان اقتصادی را ریختند که به گفتهٔ گیرمو آلگز منجر به انقلابی در ساختار اجتماعی شد. علاوه بر این، امکان حمل‌ونقل عمده از طریق مسیرهای آبی به همراه نظامی مدیریتی که «اهلی‌سازی منابع انسانی» (یعنی استثمار نیروی کار) را تأمین می‌کرد از دیگر عوامل تشکیل‌دهندهٔ امری بودند که گیرمو آلگز آن را «مزیت میانرودانی» نامیده‌است.
در نهایت مجموع این عوامل بود که موجب «تیک‌آف سومری» شد، عبارتی که آلگز برای توصیف سازوکارهای اجتماعی و اقتصادی‌ای به کار می‌برد که در این فرایند خودپایدار به سوی پیچیدگی هرچه بیشتر نقش داشتند.
پیدایش طبقه‌ای حاکم از نخبگان از پیامدهای طبیعی این رویداد است، و این عاملی دیگر در تسریع توسعهٔ شهرنشینی بود؛ چراکه افزایش تقاضا برای شاخصه‌های موقعیت اجتماعی و پرستیژ (از جمله اشیاء نادر، فلزات، و سنگ‌های گرانبها، که معادن آن‌ها غالباً نه در دشت‌های آبرفتی میانرودان که در فلات ایران، پاکستان، و آسیای مرکزی بود) منجر به ایجاد روابط و تشکیل شبکه‌ای بازرگانی بین فرهنگ‌ها و تمدن‌های عصر برنز اولیه شد.
از آنجا که تا پیش از فتوحات سارگن بزرگ اکد در مسیرهای طولانی از راه‌های دریایی چندان استفاده‌ای نمی‌شد، راه‌های زمینی بین بازار بزرگ مصرفی اشیاء تزئینی و معادن مواد خام آن (که از فلات ایران می‌گذشت) اهمیتی مضاعف داشتند.
امری که با عنوان «گسترش اوروک» از آن یاد می‌شود، شکل مادی منطقهٔ نفوذ تمدن میانرودان در دوران اوروک در ارتباط با افزایش این رابطه‌ها است.
با این حال، شواهد تأثیر اوروک بر فرهنگ‌های بومی مناطق کوهستانی اطراف به معنای سلطهٔ سیاسی ایشان بر این مناطق نیست.

### متالورژی
پژوهشگران پیدایش متالورژی با کشف سازوکار ذوب مس (که به‌شکل مستقل در چند منطقه روی داد) را آغاز دوران گذار مس‌سنگی می‌دانند که آخرین مرحلهٔ عصر سنگ است.
با کشف برنز، بشر توان ساخت ابزارهایی را پیدا کرد که نسبت به ابزارهای عصر سنگ مزیتی مطلق دارند و این امر آغاز عصر برنز دانسته می‌شود.
در نیمهٔ اول قرن بیستم باور بر این بود که پیشرفت متالورژی امر اساسی در ظهور تمدن و آغاز عصر برنز بوده‌است، به‌این مفهوم که با ایجاد ابزارها و فناوری‌های فلزی، تولیدات کشاورزی توسعه یافت و افرادی که استخراج و تجارت این فلزها را کنترل می‌کردند به طبقهٔ نخبگان در ساختار تازه‌ساز اجتماع بدل شدند. باستان‌شناسان در نیمهٔ دوم قرن بیستم تلاش کردند تا این نظریه را کنار بگذارند. بااین‌حال در قرن بیست و یکم توجه به نظریات متالورژی محور به عنوان یکی از (و نه تنها) دلایل ایجاد تمدن افزایش یافت.
یکی از مهم‌ترین مسائل باستان‌شناسی خاور نزدیک «مسئلهٔ قلع» است و به منبع و مسیر دادوستد فلز قلع به میانرودان می‌پردازد.
برنز آلیاژی است که از ترکیب مس و قلع ساخته می‌شود. قلع فلزی نسبتاً نادر است و به‌دست‌آوردن آن نقشی مهم در تولید ابزار و فناوری‌های عصر برنز داشت.
بنابر شواهد باستان‌شناختی، مسیر حرکت قلع مسیری شرق‌به‌غرب بوده‌است. باستان‌شناسان سه مسیر احتمالی برای انتقال قلع را معین کرده‌اند:
1. مسیر زمینی شمالی: قلع در آسیای مرکزی استخراج می‌شده و با انتقال از عرض ایران در راستای رشته‌کوه البرز به دشت‌های آبرفتی میان‌رودان می‌رسیده‌است.
2. مسیر زمینی جنوبی: قلع در افغانستان استخراج می‌شده و با گذر از کویرهای فلات ایران به شوش می‌رسیده و از آنجا به میانرودان صادر می‌شده‌است.
3. مسیر دریایی: قلع در سرزمین‌های تحت کنترل تمدن دره سند استخراج می‌شده و از طریق خلیج فارس به میانرودان انتقال می‌یافته‌است.

در هزارهٔ سوم پیش از میلاد، فناوری‌های متالورژی به تدریج از غرب به شرق فلات ایران گسترش یافتند. این امر متناظر با گسترش نفوذ افق آغازایلامی است که تا اواخر این هزاره در سراسر ایران نفوذ یافت. متالورژی از این طریق به افغانستان امروزی و مناطق شمالی تمدن دره سند صادر شد.

### ظهور تمدن
| نام شهر            | منطقه            | حداکثر وسعت (هکتار) |
| ------------------ | ---------------- | ------------------- |
| اوروک              | میانرودان        | ۲۵۰                 |
| شوش ۲ (اوروکی)     | خوزستان          | ۲۵                  |
| شوش ۳ (آغازایلامی) | خوزستان          | ۱۰                  |
| شوش ۴ (ایلامی)     | خوزستان          | ۹۵                  |
| ملیان (انشان)      | فارس             | ۱۵۰                 |
| شهر سوخته          | حوزه هلمند       | ۱۵۰                 |
| تپه یحیی           | دشت صوغان        | ۳                   |
| تپه حصار           | فلات مرکزی ایران | ۱۲                  |
| تپه سیلک           | فلات مرکزی ایران | ۸                   |
| تورنگ تپه          | فلات شمالی ایران | ۵                   |
| گودین‌تپه           | زاگرس مرکزی      | ۲۰                  |

در دو قرن اول هزارهٔ سوم پیش از میلاد، افزایشی قابل توجه در اندازهٔ هر مرکز منطقه‌ای روی داد. به این پدیده نیاشهرنشینی گفته می‌شود.
توسعهٔ سریع سازوکارهای تولید، تجارت، و مال‌اندوزی در این زمانه به‌قدری بود که می‌توان گفت ساختار جوامع به‌کلی دگرگون شد.
تا حدود سال ۳٬۲۰۰ پیش از میلاد اهمیت، تراکم جمعیت، و گسترش سازه‌های معماری یادمانی در میانرودان و اطراف آن به حدی رسید که می‌توان این مناطق را «شهر» نامید.
این دوران گذار طولانی با تغییرات عمیقی به پایان رسید که مشخصهٔ دوران اوروک است.
این فرایند بین ۲٬۶۰۰ تا ۲٬۵۰۰  پ.م. در درهٔ هلمند هم کامل شده بود و شواهد آن را می‌توان در مجموعه‌های معماری یادمانی در مندیگک (در افغانستان امروزی) و شهر سوخته، توسعهٔ محلی روستاهای معمارانه، و طرح محله‌های صنعتکاران در محیط حومهٔ شهری جست.
با پدید آمدن شهرنشینی در این مناطق، حوزه‌هایی مختص صنعت‌گران پدیدار شد که فعالیت‌های تخصصی در آنان از حوزه‌های اقامتی جدا می‌شده‌است.
به نظر می‌رسد فرایند گسترش شهری در دو مرحله روی داده باشد. در مرحلهٔ اول روند سازماندهی فرایندهای تولیدی (که از عصر مس‌سنگی آغاز شده بود) باعث شد فضاهای تولیدی و تخصصی از مرزهای خانه خارج شود و کارگاه‌های مختص صنعت‌گران شکل بگیرد. به گفتهٔ طوسی و دیگران، دلیل این رویداد این بود که در سکونت‌گاه‌های متمرکز مس‌سنگی گسترش جمعیت بدون ادغام کامل در یک سیستم بزرگتر ممکن نبود.
مرحلهٔ دوم فرایند گسترش شهری علاوه بر گسترش مساحت مراکز جمعیتی و ادامهٔ روند سازماندهی نیروهای تولیدی، طبقهٔ نخبهٔ جدیدی در این جوامع پدید آمد که باعث پیدایش آثار معماری یادمانی شد. این آثار معماری معمولاً بیش از ۱٬۰۰۰ مترمربع مساحت داشتند (مساحت خانه‌ها بین ۸۰ و ۱۵۰ مترمربع بود) و بر روی زمین‌های مرتفع‌تر سکونت‌گاه ساخته می‌شدند که غالباً تپه‌هایی بودند که از سازه‌ها و ویرانه‌های دوران پیشین به‌جای مانده بود. برای ایجاد این آثار ساختمان‌های خشت‌خام منفرد در قالب مجموعه‌ای ساخته می‌شدند که شیب تپه را به صورت پله‌پله بازتعریف می‌کردند. بزرگترین نمونهٔ این آثار در ایران احتمالاً در تورنگ‌تپه بوده که حدود ۸۰ متر طول داشته‌است.
زمان ساخت این آثار بین ۲٬۵۰۰ و ۲٬۳۰۰ پیش از میلاد تخمین زده می‌شود که همزمان است با توسعهٔ سریع قلمرو مراکز شهری در اواخر عصر برنز اولیه.
ساختمان‌های عمومی‌ای (معابد و کاخ‌ها) که در این دوران در مراکز بزرگتر ساخته شدند احتمالاً در نتیجهٔ طرح‌های سیاسی گروه‌هایی از نخبگان حاکم بوده‌اند. نیاز به سازمان آیینی فاخر حاکی از این است که کنترل ایشان بر منابع تولیدی و روستایی افزایش یافته بوده‌است، که این امر را می‌توان در بنیان بخش صنعتکاران در این منطقه دید.
ساخت این مجموعه‌های یادمانی ممکن است همزمان با مرحلهٔ جدیدی در توسعهٔ اجتماعی-سیاسی بوده باشد.
بخش داخلی سکوها شامل شبکه‌ای منسجم از واحدهای بزرگ بنایی بود که با رفع کردن رانش به سازه اجازه می‌داد تا بر زمین‌های ناهموار جای گیرد. بنایی شالوده سازه‌های جدید به داخل ساختمان‌های موجود نفوذ می‌کرد و سازهٔ جدید به میانهٔ دیوارهای مدفون زیر خاک پیوند می‌خورد. همین سیستم قفل کردن در نیمهٔ دوم هزارهٔ سوم پیش از میلاد در شهر سوخته دیده می‌شود، هم در «خانهٔ شالوده‌ها»ی فاز پنجم در منطقه شرقی (مسکونی) و هم در ساختمان‌های بزرگ محصور فازهای ۳ و ۴ در بخش‌های مرکزی.

## حوزهٔ فرهنگ آغازایلامی
شواهدی هست مبنی بر اینکه در اواخر هزارهٔ چهارم پیش از میلاد، سکونت‌گاه‌ها در سراسر ایران در شبکهٔ فرهنگی مشترکی با هم پیوند داشته‌اند. باستان‌شناسان بر این شبکهٔ فرهنگی مشترک نام «حوزهٔ فرهنگ آغازایلامی» را گذاشته‌اند.
شواهد باستان‌شناسی نشان از حضور و تأثیر آغازایلامی‌ها در فلات مرکزی و جنوب شرق ایران دارند. دلیل این امر به‌نظر مربوط به شرایط پیچیدهٔ منطقه‌ای باشد و برخی پژوهشگران بر این باورند که گونه‌ای از استعمارگری (یا نیاجهانی‌شدن) در این دوران روی داده‌است.
کامل‌ترین یافته‌های قطعات آغازایلامی مربوط به سیلک ۴ و تپه یحیی ۴-سی هستند.
در فاز ۱۰ شهر سوخته و تپه حصار ۲ هم کتیبه‌هایی آغازایلامی یافت شده‌است.
بااین‌وجود برخی محققان، از جمله هالی پیتمن، بر این باورند که فرهنگ آغازایلامی در این زمان جزئی از فرهنگ گسترده‌تر اوروک بوده‌است و حضور آن در مناطق مختلف فلات ایران را باید در امتداد گسترش اوروک دانست.

### غرب ایران
جلگهٔ خوزستان و دشت فارس، به ویژه شوش، سنتاً دروازهٔ بین میانرودان و ایران بوده‌است.
بااین‌حال جوامع این خطه در عصر برنز هویت و شخصیت قومی یا سیاسی معینی نداشتند و عناوینی چون آوان و ایلام نام‌هایی‌اند که دبیران و حکاکان میانرودان بر ایشان گذارده‌اند.
باستان‌شناسان از عبارت «آغازایلامی» برای اشاره به پیشنیان بلاواسطهٔ زبانی مردمانی استفاده می‌کنند که میانرودانی‌ها آنان را ایلامی خوانده بودند.
به‌هرشکل، فرهنگ آغازایلامی در حدود ۳٬۳۰۰ سال پ.م. در حوزهٔ رود کر در دشت داخلی فارس پدید آمد.
تا ۳٬۲۰۰ پ.م. در محوطهٔ شوش، که پس از رها شدن شوش ۲ متروک مانده بود، شهری بر پا شد که با عنوان «شوش ۳» یا «شوش آغازایلامی» شناخته می‌شود. تا ۳٬۰۰۰ پ.م. الواح و مهرهای مدیریتی آغازایلامی به تپه سیلک، تپه یحیی، و شهر سوخته و شاید حتی تپه حصار رسیده بود. شواهدی نیز از ارتباطات بین فرهنگ آغازایلامی و فرهنگ‌های آسیای میانه، جنوب شرقی آناتولی، و حتی مصر هست.
در موطن فرهنگ آغازایلامی، ۲۶ محوطه متعلق به عصر برنز کاوش شده‌است.

#### ملیان (انشان)
در غرب دشت شوش و در حوضهٔ رود کُر شهر ملیان (انشان) ۵۰ هکتار وسعت داشته‌است که این مساحت در اواخر دوران آغازایلامی (موسوم به دوران بانش) به ۱۵۰ هکتار می‌رسد و دور شهر آن را حصاری می‌سازند.
ملیان بزرگ‌ترین محوطهٔ آغازایلامی کاوش شده تا کنون است.
ملیان از اجتماع چند سکونت‌گاه کوچکتر در اوایل دوران بانش تشکیل شد.
باستان‌شناسان حدس می‌زنند که ملیان آغازایلامی در آغاز شهری کوچک بوده که ساکنان آن شامل مقامات اداری و همچنین صنعتگران نیمه‌وقتی بوده‌است که بسیاری از ایشان کشاورز یا دامدار نیز بوده‌اند.
به باور باستان‌شناسان، نظر به ماهیت دوگانهٔ جامعهٔ آغازایلامی (ترکیبی از کشاورزان یکجانشین و دامداران عشایری)، ملیان ابتدا به عنوان مکان گردهمایی و تراکنش بین یکجانشینان و عشایر تشکیل شده‌است.
تا اواخر دوران آغازایلامی، تهدیدهای خارجی چنان بودند که ساکنان ملیان مجبور شدند فعالیت‌های شاق ساخت دیواری عظیم را به دست بگیرند.
دیوار حصار پنج کیلومتر طول و احتمالاً ۲٫۵ متر ارتفاع داشته‌است و ۲۰۰ هکتار زمین را در خود جای داده‌است. کاوشگران حدس می‌زند برای ساخت این دیوار در یک دورهٔ ۱۴۰ روزه (فصل مناسب برای تهیهٔ خشت خام در سال) حدود ۱٬۰۰۰ کارگر لازم بوده‌است، لذا با توجه به جمعیت حدوداً ۴٬۰۰۰ نفری ملیان در این دوره، احتمالاً افرادی غیر از ساکنان ملیان هم در ساخت آن نقش داشته‌اند. قطع خشت دیوار ۴۴×۲۲×۸ سانتی‌متر است و با گل اندود شده‌است.
دیوار روی شالوده‌ای سنگی ساخته شده بود و احتمالاً به موازات آن در داخل دیوارهای کوچکتری نیز برپا شده بودند.
عملیات کاوش TUV در بخشی جداافتاده در جنوب شرقی ملیان نشانگر سازه‌های خانگی است که در آن‌ها شواهدی نیز از فعالیت‌های صنعت‌گری نیز یافت می‌شود.
ابنیهٔ آن از خشت خام مستطیلی ۴۰×۲۰×۸ و خشت خام مربعی ۲۰×۲۰×۸ ساخته شده‌اند.
اغلب دیوارهای یافت‌شده در کاوش TUV اندود شده بوده‌اند. چهار نوع اندود دیوار نیز در عملیات کاوش TUV یافت شده‌است که معمول‌ترین آن کاهگل است و بقیه عبارتند از اندود سفید (آهک گچی)، اندود رنگی (قرمز و مشکی)، و اندود «سیمانی» (ترکیب ماسه‌های ریز و ملاتی ناشناخته که کف یکی از بناها را اندود کرده‌است).
در عملیات کاوش ABC در شمال غربی ملیان مجموعه‌ای از چهار بنا در مقیاس یادمانی یافت شده‌است. از بالاترین ساختمان (سطح ۲) با وصف انبار بزرگ یاد می‌شود و ساختمان سطح ۳ سازه‌ای بزرگ و خوش‌ساخت است که در آن اتاق‌ها و درها به شکلی رسمی جای گرفته‌اند و با نقش‌های هندسی و الگوهای گلدار تزئین شده‌اند.
در ساختمان سطح ۴ نیز که مربوط به اواخر دوران آغازایلامی است شواهدی از فعالیت‌های خانگی و صنعت‌گری یافت شده‌است.
بر اساس شواهد جدید، احتمالاً در اواخر دوران آغازایلامی سکوی عظیمی از خشت خام نیز در ملیان برپا شده بود.
در ۱۰ کیلومتری غرب ملیان، مجموعه‌ای از محوطه‌ها وجود دارد که در آن شواهد گسترده‌ای از صنعتگری (به‌ویژه تولید سفال) یافت شده‌است.
در دامنهٔ جنوبی کوه کوهنانی نیز مجموعه‌ای از محوطه‌های زیرزمینی یا کوتاه وجود دارد که در مقابل تهاجم قابل دفاع بوده‌اند.

#### گودین‌تپه ۵

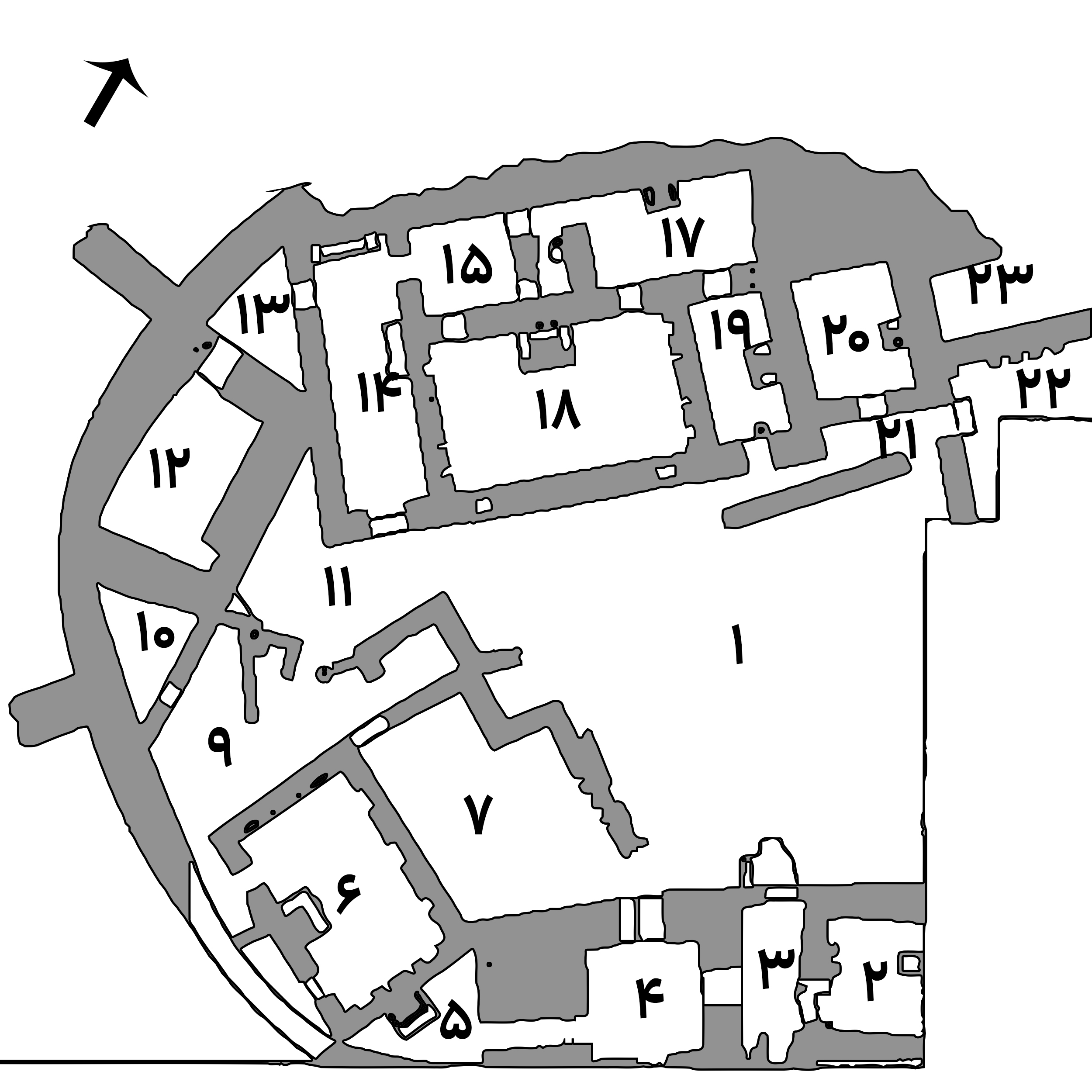
نقشهٔ کاوش گودین‌تپهٔ ۵

شناخته‌شده‌ترین محوطهٔ عصر برنز در بخش مرکزی زاگرس گودین‌تپه در شش کیلومتری شهر کنگاور و کرانهٔ شاخهٔ شمال غربی رودخانهٔ گاماسب است.
این سکونت‌گاه مجموعه‌ای بوده از ابنیه در محوطه‌ای باز که دور آن را حصاری با پلان بیضوی‌شکل کشیده بودند.
از «گودین‌تپهٔ ۵»، که از ۳٬۵۰۰ پ.م. تا ۲٬۹۰۰ پ.م. مسکون بوده‌است، مجموعه‌ای از اتاق‌ها، حیاط‌ها، و انبارهای مربع یا مستطیلی منظم بازمانده که با خشت خام در ابعاد مختلف ساخته و با آهک سفید اندود شده بوده‌اند. در عریض‌ترین قسمتش، حصار گرد محوطه ۱٫۵ متر پهنا داشته‌است.
به‌نظر می‌رسد حصار بیضی‌شکل تنها یک ورودی (از اتاق ۴) داشته‌است و این ورودی به حیاط مرکزی می‌رسیده. احتمالاً روی اتاق ۴ برج مراقبتی ساخته بودند.
درون حیاط سه اتاق شبیه به هم (۶، ۱۸، و ۲۲) قرار داشته است و داخل اتاق‌های ۶ و ۱۸ اجاق‌های مستطیلی وسط دو در ایجاد کرده بودند. داخل این اتاق‌ها با تاقچه‌های متعدد تزئین شده بوده است.
از تیرهای چوبی سوخته کاوش‌شده در گودین‌تپه چنین برمی‌آید که سقف اتاق‌ها مسطح و از جنس چوب و خاک کوبیده بوده‌است.
برخی دیوارها در گودین‌تپه چنان بزرگند که ممکن است برای تحمل بار تراس یا طبقه‌ای دیگر بر پا شده باشند.
گودین در این دوره با اروک و شوش در ارتباط بوده‌است.
پیشتر باور بر این بود که محوطهٔ بیضی‌شکل «جزیره»ای از تاجران شوشی یا جامعه‌ٔ دور از وطن اوروکی بوده باشد، ولی شواهد جدیدتر بر بومی بودن ساکنان آن تأکید دارد.
به‌نظر می‌رسد این ساکنان محوطهٔ بیضوی‌شکل را در حدود ۲٬۹۰۰ پ.م. با عجله رها کرده باشند.

#### شوش در عصر برنز

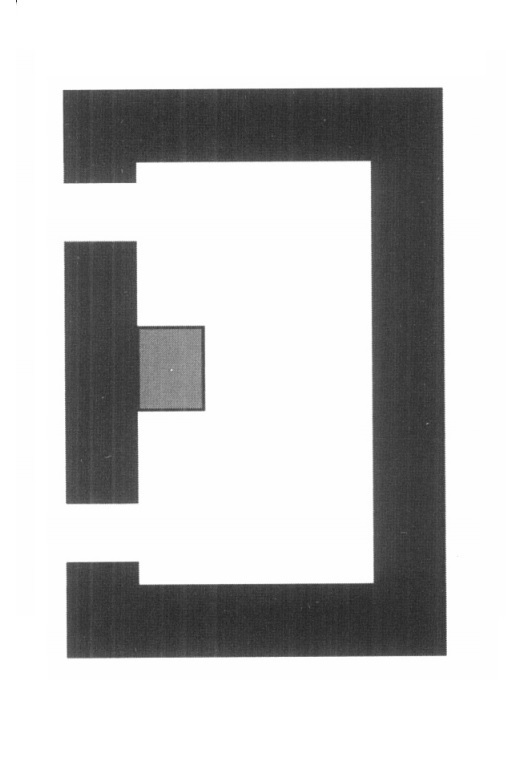
الگوی «اتاق با اجاقی وسط دو در» در گودین‌تپه ۵ و شوش ۳

تاریخ شوش در عصر برنز شامل دوران ۲ (اوروکی)، ۳ (آغازایلامی)، و ۴ (ایلامی) آن است، کاوش‌ها اطلاعات چندانی دربارهٔ ساختار معماری دوران ۲ و ۳ شوش به دست نمی‌دهد.
شوش اوروکی احتمالاً در اوایل ۵ هکتار وسعت داشت و به باور برخی باستان‌شناسان وسعتش در اوج به ۲۵ هکتار می‌رسید. به‌نظر می‌رسد بخشی از شهر به خانه‌های مسکونی اختصاص داشته‌است و در آن بخش اثری از کارگاه‌های تولیدی نیست.
شوش آغازایلامی حدود ۱۰ هکتار وسعت داشته‌است.
پیر آمیه شوش آغازایلامی را «شوش تقلیل‌یافته» توصیف می‌کند.
در آکروپل ۱، لایهٔ ۱۶ متعلق به شوش آغازایلامی است و به نظر می‌رسد مجموعه‌ای از خانه‌ها بوده باشد.
در یکی از اتاق‌های مستطیل‌شکل این مجموعه اجاقی چهارگوش در وسط دو در قرار گرفته‌است و مشابه اتاق‌های ۶ و ۱۸ در گودین‌تپهٔ ۵ است.
در دیگر جاهای دشت شوش تنها روستاهای کوچک و پراکنده‌ای وجود داشته‌است.

### جنوب شرقی ایران
در عصر برنز سکونت‌گاه‌هایی قابل‌توجه در جنوب شرقی ایران تشکیل شدند که از مهمترین‌هایشان می‌توان به تپه یحیی، شهداد، کُنار صندل، و شهر سوخته اشاره کرد.
درحالی‌که ساختارهای سیاسی بین ۳۲۰۰ و ۲۸۰۰ پ.م. ظهور یافتند و در آن‌ها نظام تخصیص وظیفه دیده می‌شود، در مرحلهٔ بعدی (بین ۲۸۰۰ و ۲۴۰۰ پ. م) ساختارهای شهری به وجود آمد که تنها اندکی از سکونت‌گاه‌های نیاشهری بزرگتر بودند.
انزوای جغرافیایی سکونت‌گاه‌های منفرد شرق ایران و دور بودن آن‌ها از منابع آب جلوی توسعهٔ اجتماعی و اقتصادی این جوامع را نگرفت و در حدود ۳٬۰۰۰ پ.م. در این منطقه سکونت‌گاه‌هایی شهری و نیاشهری شکل گرفتند که به پیچیدگی نمونه‌های مشابه در نوارهای آبرفتی میانرودان و نیل بودند و همزمان با آن‌ها توسعه یافتند.
در دوران آغازین عصر برنز، ساختار قلمرویی جوامع نیاشهری در شرق ایران رو به سوی ایجاد تمرکز شدید جمعیتی بود که در دیگر نقاط آسیای غربی نمونه‌ای نداشت.
عدم تعادل بین سکونت‌گاه‌های روستایی و تک‌سکونت‌گاه‌های شهری در نیمهٔ اول هزارهٔ سوم پیش از میلاد افزایش یافت. در این دوران اندازهٔ متوسط سکونت‌گاه‌های روستایی در همان مقدار دوران مس‌سنگی (بین ۰٫۸ و ۱٫۲ هکتار) باقی ماند، ولی مراکز هژمونیک شهری به‌شکلی پرسرعت گسترش یافتند. نمونهٔ معمول این مناطق شهر سوخته است که از ۱۵ تا ۱۷ هکتار در شهر سوختهٔ ۱ (۳۲۰۰–۲۸۰۰ پ. م) به ۱۵۰ هکتار در شهر سوختهٔ ۳ (حدود ۲۴۰۰ پ. م) رسید. رشد مندیگک (در افغانستان امروزی) و شهداد هم به همین اندازه شدید است.
مراکز تمدنی جنوب شرقی ایران و به‌ویژه شهر سوخته را می‌توان دروازهٔ بین فلات ایران در دوران آغازایلامی و تمدن درهٔ سند قلمداد کرد.

#### تپه یحیی
برخی از لایه‌های به دست آمده از کاوش در تپه یحیی، واقع در دشت صوغان در ۲۲۵ کیلومتری جنوب کرمان، از اواخر هزارهٔ چهارم پیش از میلاد مسکون بوده‌اند.
تپه یحیی در دوران آغازایلامی (موسوم به «تپهٔ یحیی ۴»)
روستایی بزرگ یا شهری کوچک (حدود سه هکتار) در منطقه‌ای با جمعیت کم بوده‌است. از کاوش‌ها بقایای بنایی بزرگ (با زیربنای ۵۰۰ مترمربع) حاصل شده‌است که پنج اتاق داشته و در آن‌ها آثار مرتبط با امور بازرگانی از جمله لوح‌های گلی پیدا شده‌است.
دیوارهای این سازه از خشت‌های قالبی به ابعاد مختلف ساخته شده‌اند و داخل دیوارها برای جابجایی آب تنبوشه ساخته شده‌است.
باستان‌شناسان این سازه را فضایی محصور برای بازرگانان خارجی دانسته‌اند، چرا که بناهای مسکونی معاصری هم در این تپه یحیی وجود دارد که فرهنگ مادی آن‌ها نشانگر وجود جامعه‌ای خاص، بومی و متمایز از آثار فرهنگ‌های دیگر است.
تعداد ۲۵ لوح آغازایلامی هم در تپه یحیی کشف شده‌است.

#### شهداد
در شمال تپه یحیی و در لبهٔ غربی دشت لوت، شهداد قرار دارد که در نیمهٔ پایانی هزارهٔ سوم پیش از میلاد مرکز فعال ساخت آثار مسی و سنگ‌های گرانبها بوده‌است.
گورستانی بزرگ نیز در شهداد بوده‌است که در آن به همراه مردگان ابزار فلزی، کوزه، و تزئینات دفن می‌شد.
تفکیک کاربری فضاها در شهداد هم مشاهده می‌شود. حدود یک چهارم مساحت سکونت‌گاه به کارگاه‌های ذوب مس و ساخت خرمهره اختصاص داشته‌است.

#### شهر سوخته

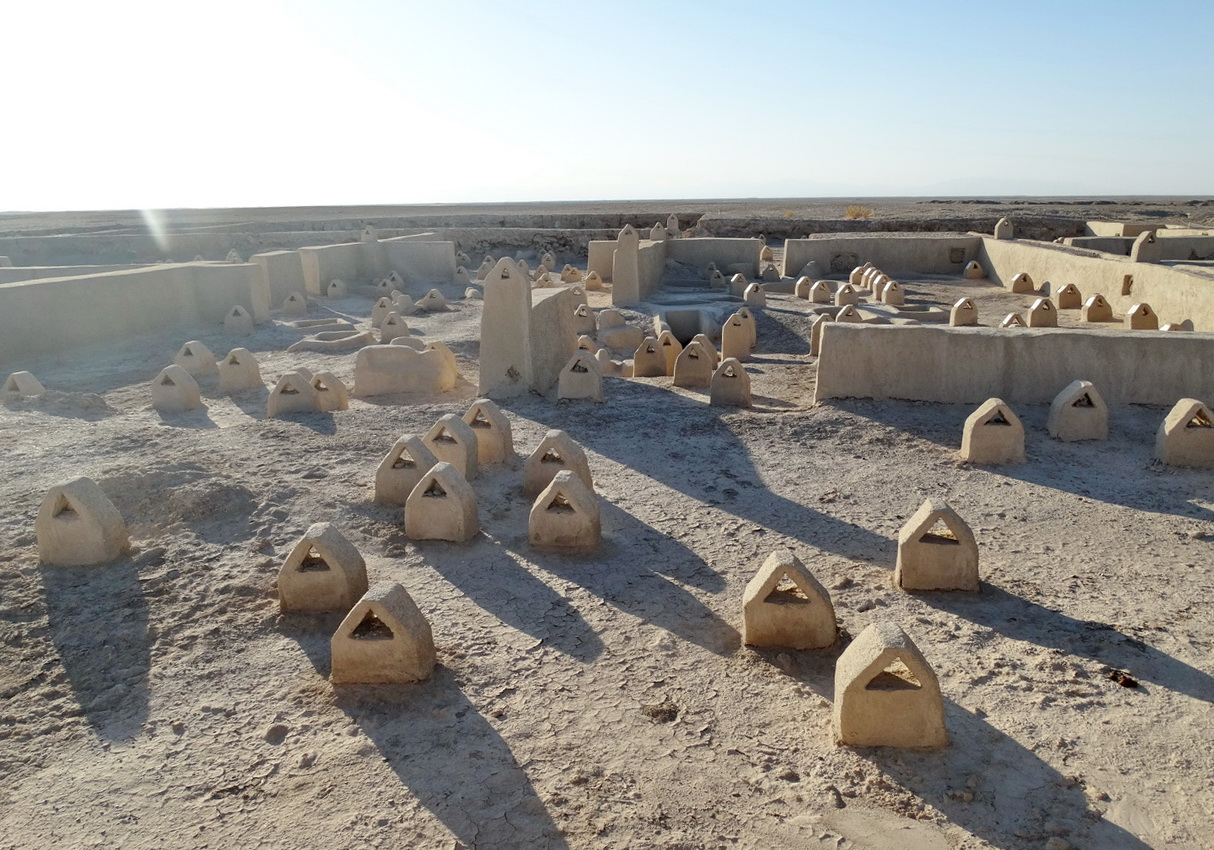
منطقهٔ جنوب غربی (گورستان) شهر سوخته

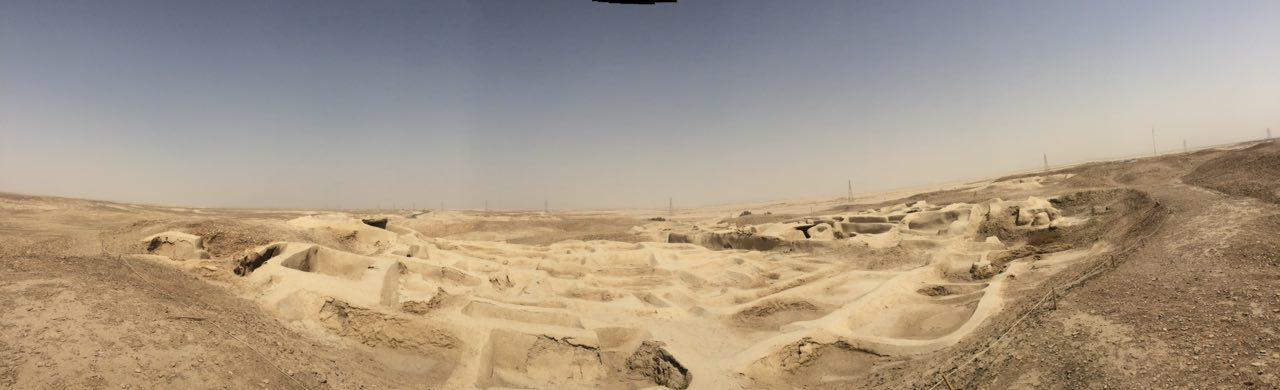
منطقهٔ شرقی (بخش مسکونی) شهر سوخته

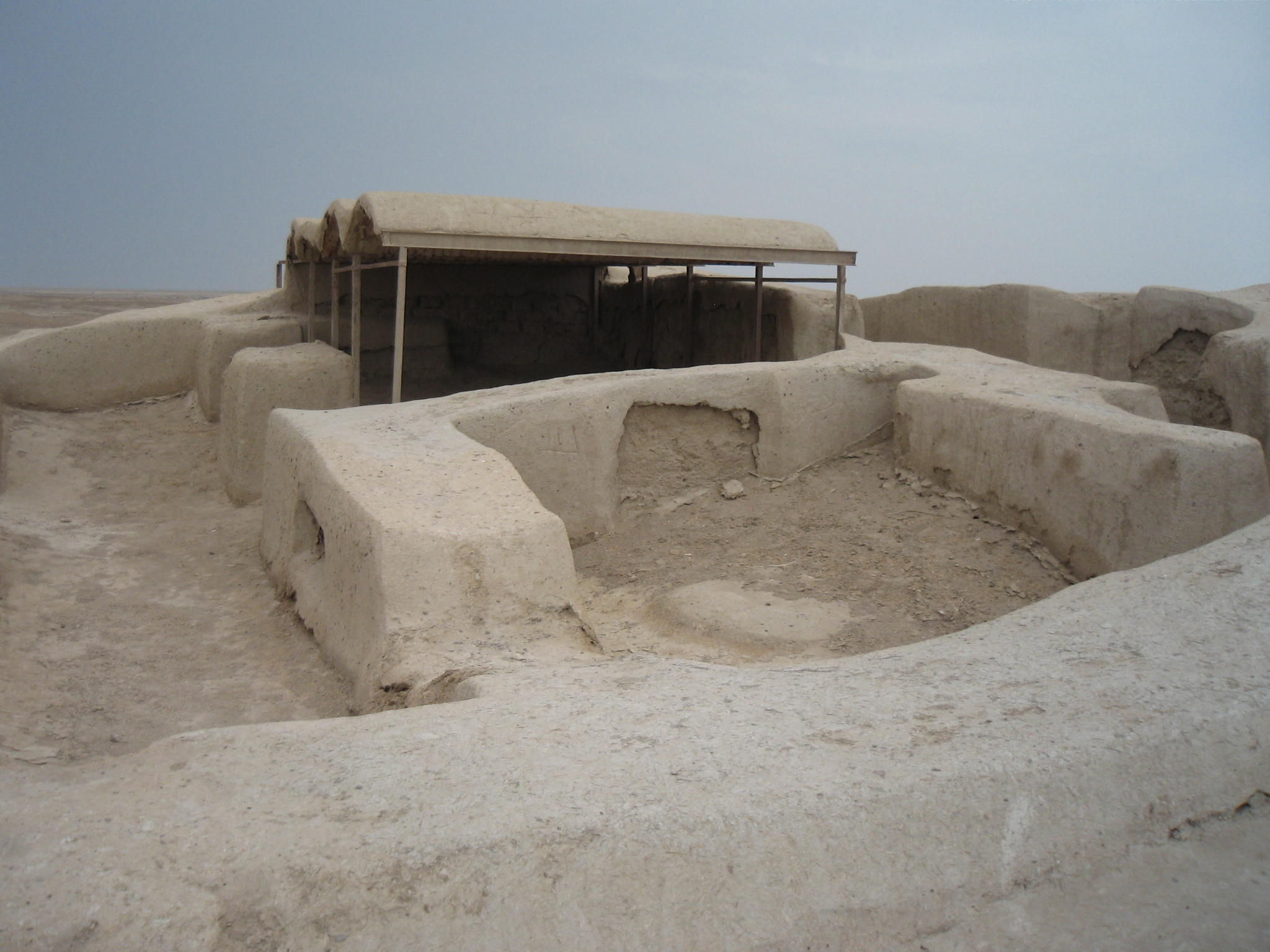
منطقه شمال غربی (بخش فعالیت‌های تولیدی) شهر سوخته

بزرگترین محوطهٔ عصر برنز در جنوب شرقی ایران شهر سوخته بود.
در شهر سوخته فرایند توسعهٔ شهرنشینی کل نیمهٔ اول هزارهٔ سوم پیش از میلاد طول کشید.
شهر سوخته ۱ در حدود ۳٬۲۰۰ سال پیش بنیان گذاشته شد.
تا اواسط هزارهٔ سوم پیش از میلاد (دوران ۳ و ۲) شهر سوخته به مرکز شهری بزرگی تبدیل شده بود که ۸۰ هکتار مساحت داشت، جمعیت آن افزون بر ۲۰٬۰۰۰ نفر بود، و در اطراف آن روستاهایی، هر یک به مساحت ۰٫۵ تا دو هکتار تشکیل شده بودند.
ارتفاع دیوار پیرامون شهر هم به ۳٫۳ متر می‌رسید.
شهر سوخته در زمان اوجش به حوزه‌های کاربردی مختلف تقسیم شده بود که شامل بخش ساختمان‌های عمومی و مدیریتی، بخش مسکونی، و گورستانی به مساحت ۲۱ هکتار می‌شد. فعالیت‌های تولیدی در سطح شهر پراکنده بودند ولی بعدهای در جایی که ممکن است بخش صنعتی بوده باشد تمرکز یافتند.
بافت شهری شهر سوخته شامل سه خیابان اصلی به عرض ۳٫۵ متر بود که خانه‌ها به صورت نامنظم در دو سوی آن واقع شده بوده‌اند. این محوطه شامل چهار منطقه بود که عبارت بودند از:
1. منطقه مرکزی با گودال‌های عمیق؛
2. منطقه شرقی (بلندترین قسمت با ۱۸ متر ارتفاع) که ناحیهٔ مسکونی بود؛
3. منطقه شمال غربی (شامل کارگاه ابزار سنگی و سنگ لاجورد)؛
4. منطقهٔ جنوب غربی (گورستان).

مراکز مختص فعالیت‌های تولیدی و صنعتگران بین مناطق مسکونی و کشاورزی پراکنده شده بود. مناطق کشاورزی حدود ‎۳۰–۳۹ هکتار از سطح شهر را اشغال می‌کردند و گورستان، که به شکل معین از مناطق مسکونی جدا شده بود، تا حدود ۲۱ هکتار گسترش یافت.
در شهر سوخته تفکیک کاربردها در بافتار تدفینی هم مشاهده می‌شود، و در قبر سنگ‌برها ابزار ایشان و نمونهٔ مصنوعاتشان قرار داده شده بوده‌است.
در مورد ساختار کارگاه‌های صنعتی، بیشترشان یک یا دو اتاق بوده‌اند و زیرساخت‌های و ابزارهای داخل آن‌ها چندان از ابزارهای سنتی عصر نوسنگی متفاوت نبوده‌است،و به‌نظر می‌رسد نوآوری‌های عصر برنز در شهر سوخته بیشتر در سازماندهی نیروهای تولیدی و تفکیک فعالیت‌های تخصصی از حوزهٔ اقامتی بوده‌است تا پیشرفت فناوری.

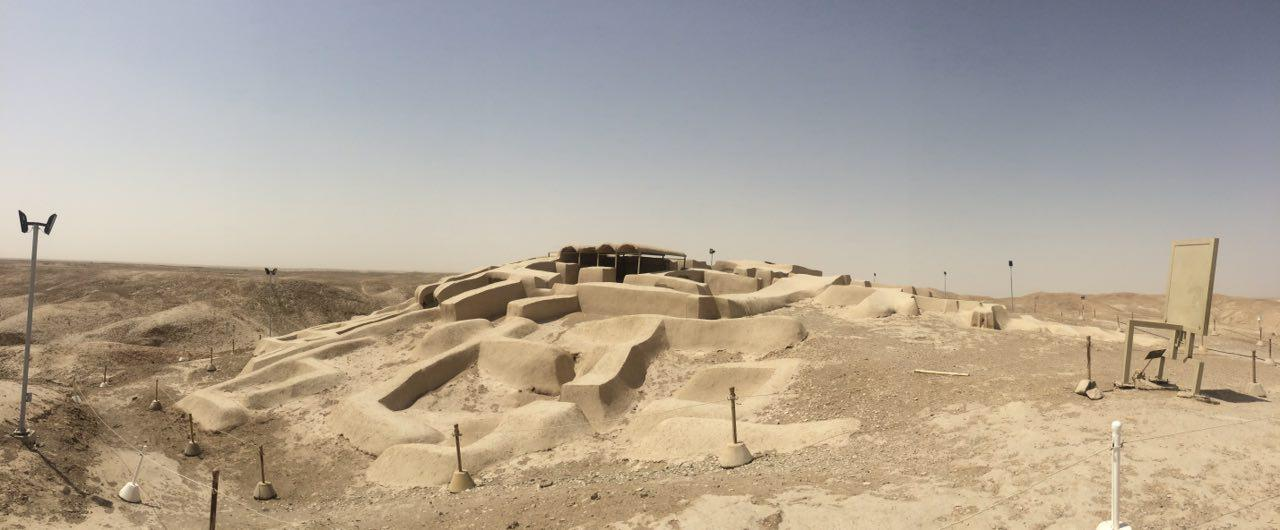
کاخ سوخته در شهر سوخته دوران ۴

خانه‌ها در شهر سوخته  ۲ شامل «خانه‌پلکان» هستند که نشان‌دهندهٔ ارزش ارتباط سریع و آسان با بام خانه در کنار رعایت مسائل حفاظتی و امنیتی است.
در حدود ۲٬۰۰۰ پ.م. خانهٔ مسکونی مجللی در شهر سوخته ساخته شد که به «شهر سوخته ۴» یا «کاخ سوخته» موسوم است. این بنا شالوده‌ای به عمق ۶۰ تا ۸۰ سانتی‌متر و دیواری از خشت خام به ارتفاع ۳ متر داشته‌است. شهر سوخته ۴ در حریقی ویران شد.
پس از زوال آغازایلامی‌ها و همزمان با آشوب‌ها و جنگ‌های متوالی در میانرودان و غرب ایران در اواخر عصر برنز میانی، شهر سوخته به رشد خود ادامه داد و احتمالاً پایتخت حکومتی در حوزهٔ هلمند شد که امروزه ناشناخته است.

### فلات مرکزی ایران
به نظر می‌رسد رسیدن الواح اداری آغازایلامی به محوطه‌های مرکزی زاگرس دیرتر از دیگر محوطه‌ها صورت گرفته باشد.

#### تپه حصار

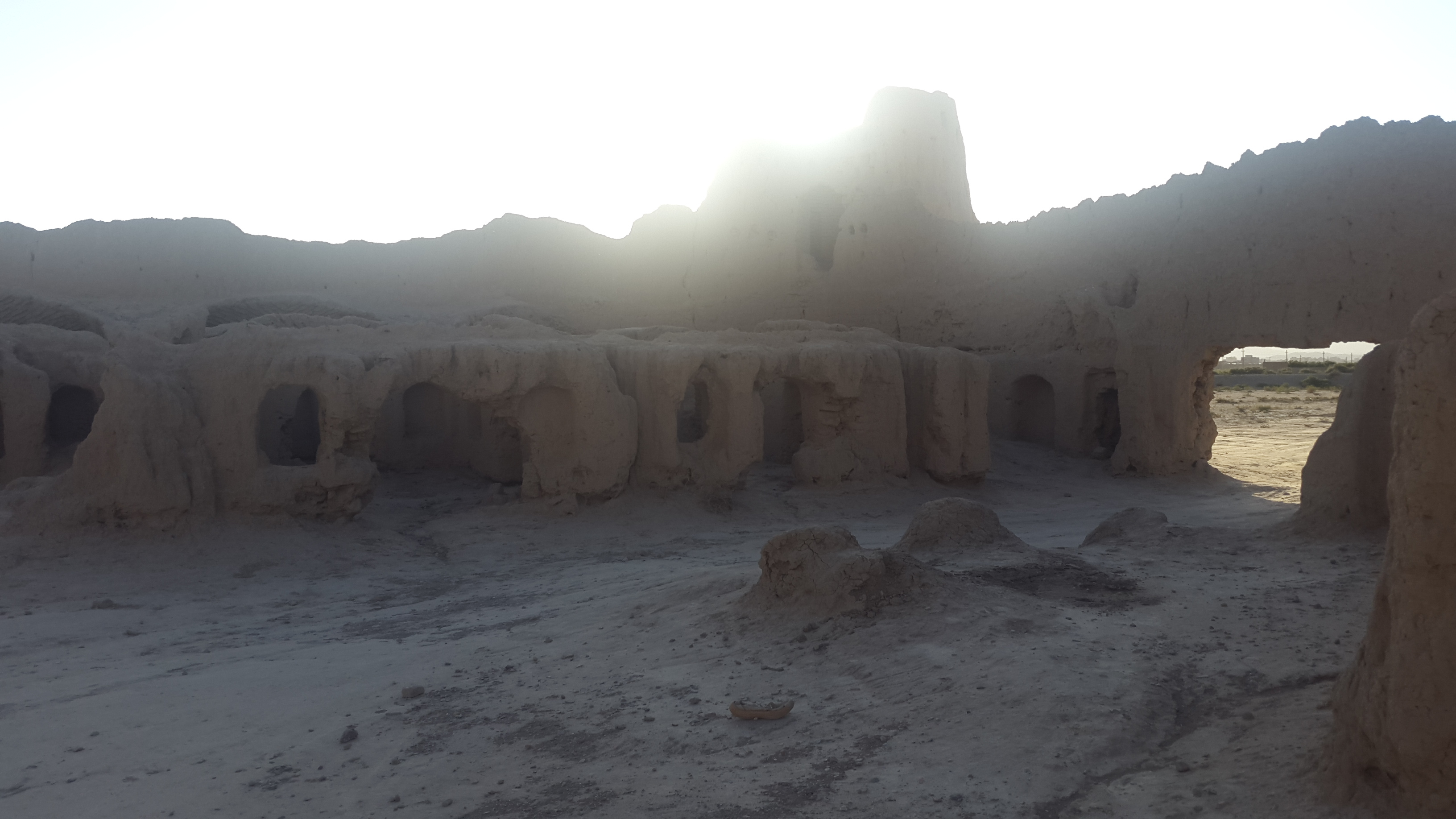
تپه حصار

در حدود ۳٬۰۰۰ سال پ.م در تپهٔ حصار در ۳ کیلومتری دامغان شهری تشکیل شد که به «تپهٔ حصار ۳» موسوم است.
تپه حصار احتمالاً توسط آغازایلامی‌ها تأسیس شده بود، ولی پس از زوال آغازایلامی‌ها در غرب ایران در عصر برنز میانی (انتهای دوران بانش) به رشد خود ادامه داد.
باستان‌شناسان تپه حصار را دروازهٔ بین حوزهٔ فرهنگی آغازایلامی و فرهنگ‌های آسیای مرکزی قلمداد می‌کنند.
این شهر مشتمل بر بناهای کوچک خشتی بود که با معابر خاکی و فضاهای باز از هم جدا می‌شدند. تقریباً یک سوم فضای شهر به فعالیت‌های تولیدی به‌ویژه ذوب مس و ساخت اشیاء مسی اختصاص داشت.
از بخش‌های نامسکون پشته برای تدفین مردگان استفاده می‌شد.
تعدد مدفن‌ها در حصار از میانهٔ هزارهٔ سوم پیش از میلاد شاهدی بر ثروت قابل توجه در این جامعه است. گرچه شهر در این زمان کمی کوچکتر شد، ولی سازه‌ای بزرگ و خوش‌ساخت داشت که پر از فلزات و اشیاء گرانبها بوده‌است.
این ساختمان حدود ۳۰×۱۵ مساحت داشته‌است و در آن نشان از صنایع ساخته شده در آسیای مرکزی هست.
این بنای بزرگ شامل هشت اتاق بوده و در آتش سوخته و منهدم شده‌است. بنا از اتاق‌های مستطیلی تشکیل شده بوده که از داخل با گچ یا آهک اندود شده بوده‌اند. دور بنا را یک حصار دفاعی کشیده بودند که تنها یک ورودی دارد و احتمالاً یک برج دیده‌بانی از آن ورودی محافظت می‌کرده‌است. این بنا یا معبد بوده یا به خانوادهٔ بزرگی تعلق داشته‌است.
این بنا در حدود ۲٬۰۰۰ پ.م. در آتش سوخته‌است که به‌وضوح نتیجه‌ای حمله‌ای خشونت‌بار بوده.
این آتش‌سوزی و همچنین کشف پیکان‌های سنگی و بدن سوختهٔ مردان و زنان و کودکان نشان از آن دارد که دشمنی به تپه حصار حمله کرده و آن را به آتش کشیده‌است.
تپه حصار نمونه‌ای شاخص در مورد تفکیک کاربری فضاها در اوایل هزارهٔ سوم پیش از میلاد است. در تپه حصار نزدیک یک‌سوم همهٔ مساحت سکونت‌گاه به فعالیت‌های تولیدی و صنعتی، به ویژه ذوب مس از سنگ‌های استخراج شده از معادن دامغان اختصاص داشت.
وسعت تپه حصار در اوج خود به ۱۲ هکتار می‌رسید. اشیای قیمتی در گورستان‌های تپه حصار نشان از جامعه‌ای ثروتمند دارد.

#### تورنگ تپه
در فلات شمالی ایران هم تورنگ تپه در عصر برنز مسکون بود و حدود ۲٬۰۰۰ پ.م. در آن سازهٔ بزرگ خشتی و پله‌پله‌ای ساخته بوده‌اند. این بنا ۸۰ متر طول و ۱۳٫۵ متر ارتفاع (در دو طبقه) داشته‌است. به‌این‌ترتیب مقیاس این سازه با سازهٔ معاصر زیگورات بزرگ اور-نامو در شهر اور مشابه بوده‌است.
تزئینات نمای بنای تورنگ تپه نوارهای ستون‌نمای مربعی بوده‌است.
وسعت تورنگ تپه در عصر برنز حدود ۵ هکتار بود.

#### تپه سیلک
از ۳٬۲۰۰ پ.م. دوره‌ای دیگر از سکونت در تپهٔ جنوبی سیلک آغاز شد که تا ۲٬۸۰۰ پ.م. ادامه یافت. گل‌نوشته‌ها و مهرهای استوانه‌ای ازین دوران حاکی از حضور و نفوذ شوش آغازایلامی است.
درین دورهٔ سیلک محله‌هایی با خانه‌های مسکونی و کوچه‌هایی در اطراف این خانه‌ها ایجاد شده‌است. خانه‌ها پی سنگی و دیوارهایی خشتی داشته‌اند که در بالا انحنایی پیش‌آمده داشته و روی سقف‌ها با گنبد خشتی پوشانده شده‌است.
قبور مردگان در زیر کف اتاق‌ها به حالت چمباتمه یافت شده‌است و مردگان به همراه آینه مسی، ظروف مرمری، آویز نقره‌ای، گوشواره طلا، نقره، یا لاجوردی و کمربند با حلقه دفن شده‌اند. در برخی قسمت‌ها کودکان در گورهای خمره‌ای دفن شده‌اند.
سبک خانه‌های این دوران از سیلک شباهت بسیاری به خانه‌های روستایی امروزی اطراف کاشان دارد.
جزئیات سازه‌های تپه سیلک (از جمله اجاق‌های دوطبقه‌ای و درب‌های ورودی مرتفع) یادآور سازه‌های آغازایلامی شوش و ملیان نیز است.
وسعت تپه سیلک در عصر برنز به ‎۷-۸ هکتار می‌رسید.
مدتی کوتاهی پس از آغاز هزارهٔ سوم پیش از میلاد، سیلک رها شد و تا اواخر هزارهٔ دوم پیش از میلاد (در عصر آهن) مسکون نشد.

## حوزهٔ فرهنگ یانیق
حوزهٔ فرهنگی یانیق تپه (کورا-ارس ۱) معاصر حوزهٔ فرهنگی آغازایلامی در جنوب ایران بود و از شمال غربی ایران (آذربایجان) تا دشت قزوین در فلات مرکزی ایران امتداد داشت.
منشأ فرهنگ کورا-ارس معلوم نیست، ولی باستان‌شناسان حدس می‌زنند که پیشرفت آن درون‌زا نبوده و وارداتی (احتمالاً از اوروکی‌ها) بوده‌است.
دو گونهٔ این فرهنگی در این منطقه وجود داشته‌است که با دریاچه ارومیه از هم جدا می‌شدند و به فرهنگ شمالی و فرهنگ جنوبی موسومند.
از فرهنگ جنوبی این منطقه تنها دو درهٔ اوشنو (استقرار معروف به دورهٔ دینخواه) و سولدوز کاوش شده‌اند.
از دیوارهای خشتی ضخیم دورهٔ دینخواه به‌نظر می‌رسد سکونت‌گاهی شهری در منطقه وجود داشته‌است، ولی معماری و الگوی سکونت این دوران به دلیل کاوش‌های محدود در دست نیست.
در غرب دریاچهٔ ارومیه، گسترش حوزهٔ فرهنگی کورا-ارس در گجلر تپه متوقف می‌شود، ولی این گسترش در شرق دریاچه ادامه پیدا می‌کند و تا زاگرس مرکزی و گودین تپه می‌رسد.

### هفتوان تپه
محوطهٔ کلیدی فرهنگ شمالی هفتوان‌تپه است.
در اواخر هزارهٔ چهارم پیش از میلاد مردمانی در هفتوان مسکون شدند که خانه‌های گرد و سفالی جلاخورده و تیزه می‌ساخته‌اند و به‌نظر اصلیتشان از شمال (قفقاز جنوبی) بوده‌است. این سکونت‌گاه به «هفتوان‌تپه ۸» موسوم است.
بعدها در دوران‌های ۷ و ۶ هفتوان تپه اتاق‌های مربع و مستطیل به همراه معبر و دیوار پیرامون شهر ساخته شدند.
خانه‌ها بر روی مجموعه‌ای از تراس‌ها ساخته می‌شد و شواهدی مبنی بر تفاوت کارکردی بین فضاها هست.
این خانه‌ها به الگوی تثبیت‌شده در آناتولی و قفقاز جنوبی در اوایل عصر برنز نزدیک است.
سازه‌ها به تدریج به شکل مستطیل درآمده‌اند و در برخی موارد نشانی از ساخت طبقهٔ دومی هم هست.
ارتفاع دیوار پیرامون شهر با ۳٫۳ متر می‌رسیده‌است.
هفتوان‌تپه به دلیل تداوم استقرار تکامل و تحول معماری را در غرب ایران نشان می‌دهد.

### یانیق تپه
یانیق تپه در  سی کیلومتری جنوب غربی تبریز در هزارهٔ سوم پیش از میلاد شهری با جمعیت کشاورزان یکجانشین دائمی بوده است.
مشخصهٔ اصلی معماری این سکونت‌گاه، سازه‌های گرد خشت خام است که ۳ تا ۵ متر قطر دارند.
در برخی از سازه‌های بزرگتر، جزئیاتی چون سطل، طاقچه، و سکویی همواره در سمت راست ورودی ایجاد شده‌است.
قطعه‌ای کاهگل با اثر «قاب در» در آن نشان از آن دارد که بام این سازه‌ها نسبتاً سبک بوده‌است.
لایه‌ای از خاکستر در سطح ۲ نیز حاکی از آن است که پایان سکونت در این دوران یانیق تپه با آتش‌سوزی همراه بوده‌است.
در سطح ۳ یانیق تپه خانه‌ها بزرگ‌ترند و قطر آن‌ها به ۷ متر می‌رسد.
مهمترین سازهٔ این سطح (خانهٔ ۱) دو دیوار هم‌مرکز خارجی و دیوارهای جداکنندهٔ داخلی دارد و بر موقعیت برجسته‌ای ساخته شده‌است و احتمال دارد انبار غله بوده باشد.
دور سطح ۳ یانیق دیوار عظیم و ضخیم از جنس سنگ‌تراش‌نخورده ساخته شده بوده‌است و روی سطح آن با گل پوشانده شده بوده‌است. بیرون این دیوار پشت‌بند‌های زبر و زمختی هم ساخته بوده‌اند.
وجود این دیوار حاکی از آن است که ساکنان سطح ۳ مورد تهدید دشمنان خارجی بوده‌اند.

### گودین‌تپه ۴
پس از وقفه‌ای مختصر، از حدود ۲٬۷۰۰ پ.م. مردمی با فرهنگ مادی کاملاً متفاوت در محوطه گودین‌تپه ساکن می‌شوند.
از «گودین‌تپهٔ ۴» که بین سال‌های ۲٬۷۰۰ تا ۱٬۸۰۰ پ.م. مسکون بوده‌است بقایای دیوارهایی چینه‌ای و اجاقی احتمالاً جهت پخت نان به دست آمده‌است، ولی اتاق‌های مجزا در پلان قابل تشخیص نیست.

## تمدن ایلام در عصر برنز (ایلام کهن)
بین ۳٬۱۰۰ پ.م. و ۲٬۹۰۰ پ.م. میانرودان وارد دوران فرهنگی جمدت نصر شد که آن را حد فاصل دوران اوروک و دوران دودمانی قدیم می‌دانند.
تقریباً همزمان با این تحولات در میانرودان، در جنوب غربی ایران دوران ایلام کهن آغاز شد.
در این دوران شهرها پیرامون یک بنای مرکزی، که کنترل همهٔ امورات شهر را بر عهده داشت، سازماندهی می‌شدند
و تزئینات، معماری، و صنایع سنگ در قیاس با صنایعی چون سفال پیچیدگی بسیاری یافتند.

### شوش ایلامی

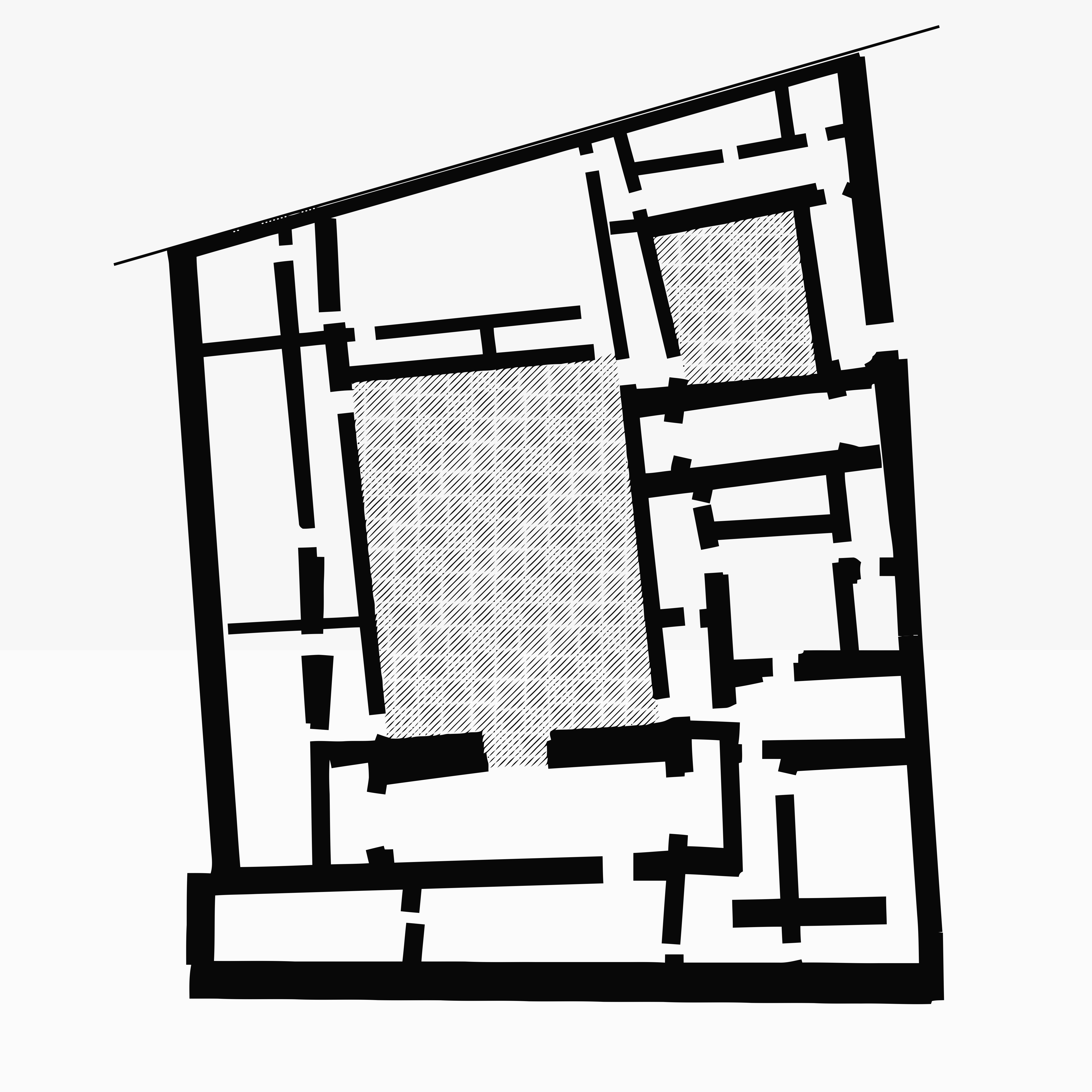
خانهٔ ۱ در لایهٔ ۱۳ شوش ۴ (کاوش گیرشمن)

با پایان دوران بانش (اوایل عصر برنز میانی) شوش (موسوم به شوش ۴) دوباره تبدیل به شهری در قامت شهرهای میانرودان شد و بناهای آیینی آن با مجسمه‌های سنگی و لوح‌هایی شبیه به لوح‌های میانرودان تزئین شد. با این وجود از شواهد باستان‌شناسی چنین بر می‌آید که از نظر سیاسی شوش تحت کنترل حکومت‌های میانرودان نبود و حاکمان آن طبقه‌ای از بومی‌های «میانرودان‌زده» بودند که به تأثیر از چند کتبیهٔ سومری مرتبط با «دودمان» ایلامی آوان دانسته می‌شوند. تخمین زده می‌شود شوش ایلامی در اوج خود حدود ۹۵ هکتار وسعت داشته‌است.
لایه‌های ۱۸ تا ۱۶ شهر شاهی ۱ و ۱۴ و ۱۳ آکروپل مربوط به این دوران شوش ۴ هستند.
در حدود ۲۳۰۰ پ.م. سارگن بزرگ اکد شوش را فتح کرد و آن را به قلمرو حکومت تازه‌تأسیس خود افزود. به‌نظر می‌رسد جانشینان سارگن شوش را خودمختار رها کرده باشند. یکی از نوادگان سارگن به نام نارام‌سین معاهده‌ای با یک پادشاه ناشناختهٔ ایلامی تدوین کرد.
پس از سقوط پادشاهی اکد و در جنگ‌هایی که در پی آن رخ داد، آوان‌ها فرصت خودنمایی پیدا کردند و آخرین آن‌ها، کوتیک اینشوشیناک، حکومتی کم‌دوام را تأسیس کرد که شامل بخش‌هایی از زاگرس، ارتفاعات فارس، و شوش می‌شد. کوتیک اینشوشیناک در شوش معابد یادمانی متعددی برپا کرد که دیوارهای آنان به کتبیه‌های به زبان‌های اکدی و ایلامی خطی تزئین شده بود.
لایه‌های ۱۵ تا ۱۳ شهر شاهی ۱ متعلق به این دوران شوش ۴ هستند.
در خانه‌های این دورهٔ شوش، فضاهای مختلف معمولاً در چهار طرف یک حیاط قرار می‌گرفته‌اند و این امر باعث به‌وجود آمدن نوعی معماری درون‌گرا شده‌است.
خانه‌ها متشکل از فضاهای تودرتویی بودند که به صورت منفرد به یکدیگر وصل می‌شدند و برای رسیدن به فضای هدف باید فضاهای قبلی را یک‌به‌یک پشت سر گذاشت.
در گزارشی از گیرشمن آمده است که حیاط یکی از این خانه‌ها (موسوم به خانهٔ رُبی بی یا خانهٔ شماره ۱) با آجرهایی به ابعاد ۱۰٫۵×۳۵×۳۵ فرش شده است.
در این بنا نشانه‌هایی از یک حمام (اتاق ۱۸۴) با خمره‌ای قیر‌اندودشده به قطر ۹۶ سانتی‌متر و عمق ۵۸ سانتی‌متر کاوش‌شده است که به‌نظر می‌رسد از آن به عنوان یک وان استفاده می‌شده است. زیر خمره کفی از ساروج و کانالی هم برای انتقال آب به بیرون ساخته بوده‌اند.
در لایهٔ ۱۴ شهر شاهی نیز نشانه‌های وجود یک حمام با کف آجری به‌دست آمده است.
تدفین مردگان هم در زیر کف خانه‌های مسکونی انجام می‌گرفته‌است.
حکومت آوان‌ها دیری نپایید و اندکی بعد سلسله سوم اور قلمرو آن را تسخیر کرد.

### هفت‌تپه

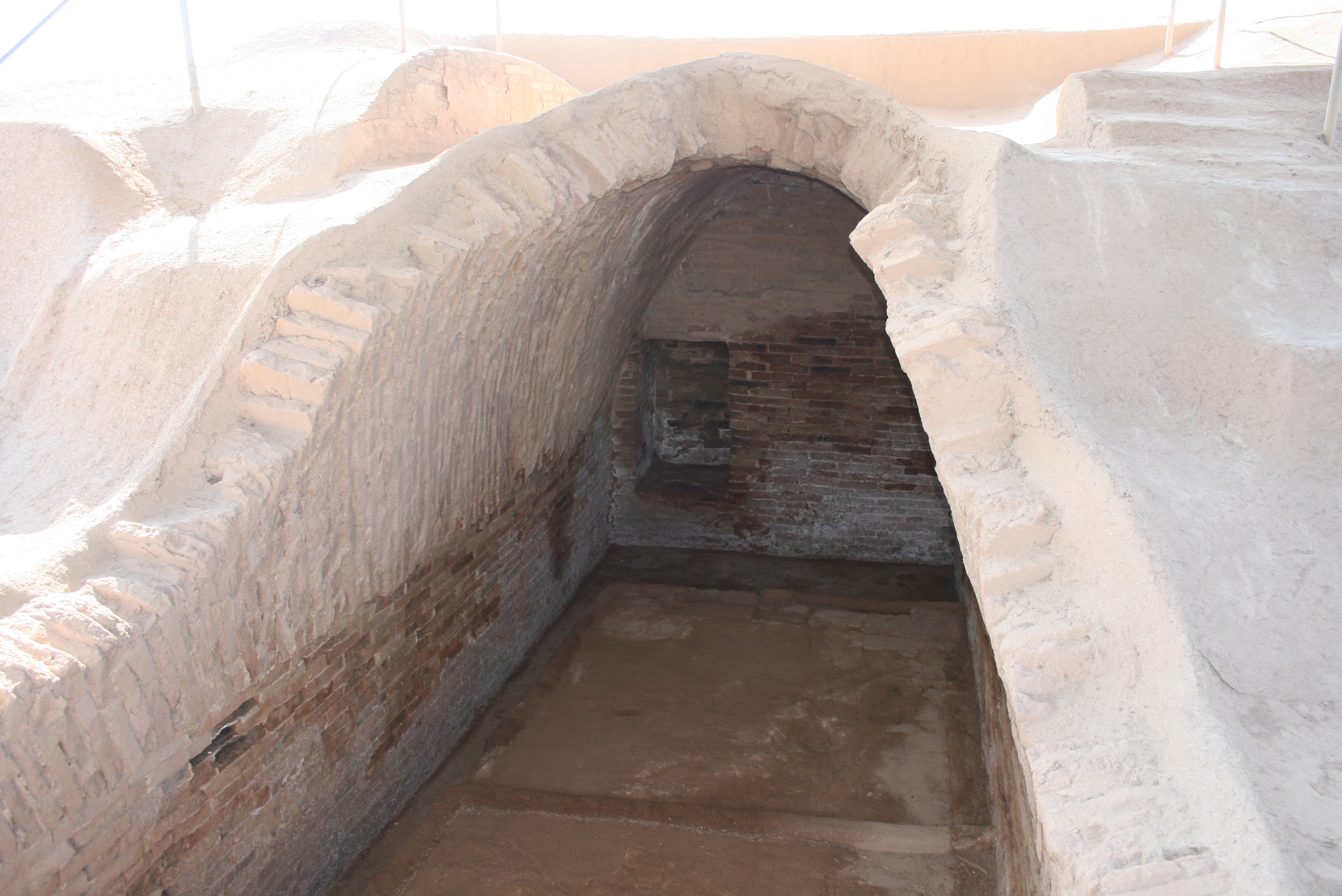
آرامگاه تپتی آهار در هفت‌تپه

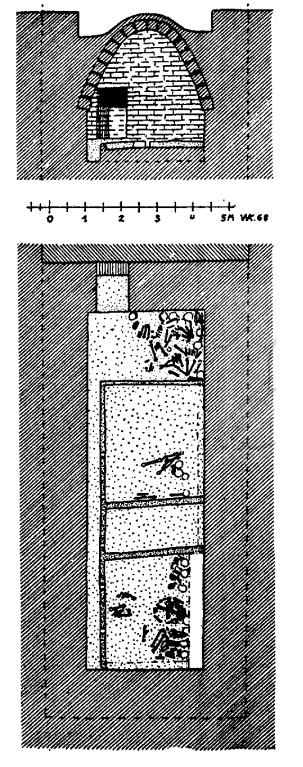
نقشه و مقطع آرامگاه تپتی آهار در هفت‌تپه

در اواخر عصر برنز، فرمانروایی ایلامی به نام تپتی آهار کاخ و آرامگاهی در هفت‌تپه، در حدود ۱۵ کیلومتری جنوب شرقی شهر شوش می‌سازد. این بناها از سالن‌های مستطیل شکل تشکیل شده‌اند و دیوارهایی به ضخامت ۴ تا ۷ متر دارند. آرامگاه مشتمل است بر دو تالار، که یکی احتمالاً مدفن تپتی آهار بوده و دیگری معبد. سقف آرامگاه هلالی از آجر است که به شیوهٔ طاق ضربی ساخته شده‌است.
آجرهای به‌کار رفته در هفت‌تپه به شکل مربع و در دو اندازهٔ ۸×۳۸×۳۸ و ۶×۳۵×۳۵ سانتی‌متر گزارش شده‌اند.
در حیاط غربی نیز به منظور ساخت گودالی (که عزت‌الله نگهبان آن را حوض می‌داند) از آجرهای بزرگی به ابعاد ۵٫۵×۵۵×۵۵ سانتی‌متر استفاده شده‌است که این ابعاد بزرگترین آجرهای کاوش‌شده از تمام دوران ایلامی‌اند.
ابعاد خشت‌های خام به‌کار رفته در هفت‌تپه نیز ۱۲×۴۰×۴۰ سانتی‌متر گزارش شده‌است.
روی کف با لایه‌ای گچ به ضخامت یک تا دو سانتی‌متر پوشیده شده‌است. راهرویی هم به عرض ۱٫۵ متر و طول ۵ متر معبر آرامگاه را به قسمت‌های خارج از محوطه متصل می‌کرده‌است. حیاط مرکزی بنا حدود ۲۳٫۵ متر طول و ۱۵ متر عرض دارد و در مقابل هر سالن ایوانی طویل قرار دارد.
به گفتهٔ نگهبان، الیاف تیرهای چوبی به‌دست آمده در هفت تپه، که برای پوشش فضاها استفاده می‌شده‌اند، معرف درخت خرما هستند.
به نظر می‌رسد این بنا در اثر آتش ویران شده باشد.

### گودین‌تپه ۳
از ۱٬۸۰۰ پ.م. دورهٔ جدیدی از سکونت در گودین تپه آغاز شد که تا ۱٬۲۰۰ پ.م. ادامه یافت و به «گودین تپهٔ دوران ۳» موسوم است. ازین دوران مجموعه اتاق‌هایی با ابعاد میانگین ۱۰ در ۱۰ متر و ۱۰ در ۵ متر و انبارهایی به ابعاد ۲٫۵ در ۲ متر بازمانده‌است. بین خانهٔ مسکونی معبرهایی کوچکی با عرض متفاوت بوده که ورودی خانه‌ها به آن‌ها بازمی‌شده. بعضی معبرها ارابه‌رو بوده‌اند و فضاهایی، که به باور باستان‌شناسان مغازه یا کارگاه بوده‌اند، به این معابر اشراف داشته‌اند.
به باور کاوشگران برخی از این بناها سایبان پارچه‌ای هم داشته‌اند.
برخی فضاها دارای عملکردی پیچیده‌تر از خانهٔ مسکونی هستند و احتمالاً کارگاه تولیدی بوده‌اند.
در پیرامون اتاق‌های بزرگ سکوهایی خشتی با اندود گلی برای نشستن ایجاد شده بوده و در مرکز آن‌ها اجاقی قرار داشته. به باور باستان‌شناسان اتاق‌های بزرگ احتمالاً نشیمن اصلی و اتاق‌های کوچکتر فضای خواب بوده. حصیر در سقف برای پوشش و در کف برای زیرانداز به‌کار رفته. در کف درگاه‌ها و پی دیوارها هم از سنگ استفاده شده.
مجموعهٔ بخاری مرکزی و نیمکت‌های اطراف آن در یکی از اتاق‌ها احتمالاً دارای عملکرد کرسی امروزی بوده‌است.
در تپه‌ای کوچک بیرون شهر تعدادی از قبور به‌پهلو خوابانده‌شده قرار دارد. اغلب قبور ساده‌اند به جز یک قبر که دیوارهای آن با لاشه سنگ و سقفش با تخته‌سنگ پوشیده شده. در کنار این قبر، قبر یک اسب هم وجود دارد.

## پایان عصر برنز
شهرنشینی و شبکهٔ تجاری عصر برنز در اواخر هزارهٔ سوم و اوایل هزارهٔ دوم پیش از میلاد از هم پاشید.
بعد از حدود ۲٬۲۰۰ پ.م.، یعنی آغاز عصر برنز میانی، ساختار شهری رو به ویرانی نهاد و تباهی سریع و شدید مراکز شهری بزرگ در آسیای مرکزی آغاز شد.
هیچ‌یک از نظریات ارائه شده تا کنون نتوانسته‌اند شواهد باستان‌شناختی متعد در گسترهٔ عظیم این رویداد را به هم پیوند بزنند. بر خلاف تمدن‌های غرب آسیایی مدیترانه‌ای و هندی عصر برنز، این رویداد پایان دولت‌های ابرطایفه‌ای در آسیای مرکزی نبود، چرا که توسعهٔ این ساختارها در این منطقه به‌گونه‌ای بود که لزوماً به تمرکز افراد و خدمت در مراکز منطقه‌ای نداشت.
پیشتر باور بر این بود که تمدن‌های عصر برنز در اثر حملات خشونت‌بار و مهاجرت‌های گسترده زوال یافتند، ولی بنابر پژوهش‌های موجود، زوال مراکز تمدن عصر برنز روندی تدریجی داشته که چند قرن طول کشیده‌است. سکونت در برخی مناطق، مانند اطراف تپه سیلک، متوقف شد و برخی (مثل دشت اطراف تپه حصار) رها شدند. در جاهای دیگر (مثل گرگان) جمعیت به شدت کاهش یافت.
در سیستان تغییرات اقلیمی موجب تغییر مسیر رود هلمند شد و در نتیجهٔ آن شهر سوخته به روستایی کوچک کاهش یافت.
شرایط آب نقش مهمی در رهایی شهر سوخته و حریمش داشت. به نظر می‌رسد شهر به تدریج رها شده بوده باشد.
در دوران چهار این شهر، تنها یک ساختمان در محوطه برپا بود. بااین‌حال در همان زمان حدود چهل روستای کوچک در اطراف شهر سوخته مسکون بوده که حاکی از آن است که تغییر بیشتر در ساختار اجتماعی و سیاسی بوده‌است تا در جمعیت.
از ۱٬۶۰۰ تا ۱٬۳۰۰ سال پ.م. در دشت فارس اطلاعات چندانی وجود ندارد. جمعیت در این دوران کاهش یافت و سکونت‌گاه‌های باقی‌مانده در قالب دو گروه فرهنگی مشخص (که ویلیام سامنر آنان را «فرهنگ قلعه» و «فرهنگ چغا تیموران» می‌نامد) مسکون ماندند.
بازسازی زبان‌شناختی در شرق ایران نشان می‌دهد که ساکنان این منطقه در هزارهٔ دوم و سوم پیش از میلاد مردمانی پیشاهندوایرانی بودند و گروه‌های ایرانی‌زبان بین حدود ۱٬۴۰۰ سال پ.م. تا اوایل هزارهٔ اول پیش از میلاد، یعنی حدود سه-چهار قرن پس از شروع زوال شهرهای عصر برنز وارد ایران شدند.
نتایج پژوهش‌ها در مورد گذار از عصر برنز به عصر آهن در غرب ایران هنوز چندان قطعی نیست،
و شواهد باستان‌شناسی (از جمله عدم تغییر فرهنگ مادی در گذار از عصر برنز به عصر آهن) چندان با ادبیات سنتی تاریخی در مورد مهاجرت گروه‌های ایرانی‌زبان به فلات ایران مطابقت ندارد.

## یادداشت
1. ↑  عبارت «آغازایلامی» (proto-Elamite) را برای اولین بار شیل (Scheil) در سال ۱۹۰۵   کار برد و اشاره به آغاز نوشتن و پدید آمدن گلنوشته‌ها پس از گسترش اوروک به جنوب غربی ایران دارد.
2. ↑  supra-tribal
3. ↑  The Mesopotamian Advantage
4. ↑  Sumerian take-off
5. ↑  Uruk expansion
6. ↑  در عصر مس‌سنگی و پیش از استفاده از قلع نوعی برنز موسوم به برنز طبیعی با ترکیب مس و آرسنیک ساخته می‌شد که نسبت به «برنز کلاسیک» مقاومتی بسیار پایین‌تر دارد.
7. ↑  proto-urbanism
8. ↑  Holly Pittman
9. ↑  برای مقایسه، وسعت خود شهر اوروک در میان‌رودان در این زمان بین ۱۰۰ تا ۲۵۰ هکتار تخمین زده می‌شود.
10. ↑  Pierre Amiet
11. ↑  به این گونه سازه‌های پله‌پله‌ای مشخصا در افسانهٔ انمرکار و فرمانروای ارته اشاره شده‌است.[۱۱۱]
12. ↑  Mesopotamianized
13. ↑  گسترهٔ قلمرو آوان‌ها مشخص نیست، ولی احتمالاً در جنوب زاگرس یا زاگرس مرکزی حکومت می‌کرده‌اند.
14. ↑  Ru bi bi
15. ↑  William Sumner

### فهرست منابع
- Abdi, Kamyar (2012). "The Iranian Plateau from Paleolithic Times to the Rise of the Achaemenid Empire".  In Daryaee, T. (ed.). The Oxford Handbook of Iranian History. Oxford Handbooks in History. Oxford University Press, USA. ISBN 978-0-19-973215-9. Retrieved 2018-09-26.
- Amzallag, Nissim (2009). "From Metallurgy to Bronze Age Civilizations: The Synthetic Theory". American Journal of Archaeology. Archaeological Institute of America. 113 (4): 497–519. doi:10.3764/aja.113.4.497. ISSN 0002-9114.
- Bryce, T. (2009). The Routledge Handbook of the Peoples and Places of Ancient Western Asia: From the Early Bronze Age to the Fall of the Persian Empire. Routledge. ISBN 978-0-415-39485-7. Retrieved 2019-07-05.
- Desset, F. (2014). "An Architectural Pattern in Late Fourth-Millennium BC Western Iran: A New Link Between Susa, Tal-I Malyan, and Godin Tepe". Iran. Informa UK Limited. 52 (1): 1–18. doi:10.1080/05786967.2014.11834734. ISSN 0578-6967.
- Hessari, Morteza; Saeedi, Sepideh (2017-12-15). "New Perspectives from the Proto-Elamite Horizon in the Center of the Iranian Plateau". The International Journal of Humanities. 24 (4): 33–42. Retrieved 2019-02-08.
- Helwing, Barbara (2006). "The rise and fall of Bronze Age centers around the Central Iranian Desert - a comparison of Tappe Hesar II and Arisman". AMIT (38). Retrieved 2019-01-30.
- KANIUTH, K. (2007). "The Metallurgy of the Late Bronze Age Sapalli Culture (Southern Uzbekistan) and its implications for the 'tin question'". Iranica Antiqua. Peeters Publishers. 42 (0): 23–40. doi:10.2143/ia.42.0.2017869. ISSN 0021-0870.
- Lawler, A. (2003-11-07). "DEBATE REOPENED: Uruk: Spreading Fashion or Empire?". Science. American Association for the Advancement of Science (AAAS). 302 (5647): 977–978. doi:10.1126/science.302.5647.977. ISSN 0036-8075.
- Nicholas, I.M. (1990). Malyan Excavation Reports, Volume I: Proto-Elamite Settlement at TUV. Malyan excavation reports. University of Pennsylvania Press, Incorporated. ISBN 978-0-934718-86-8. Retrieved 2019-07-05.
- Peregrine, P.N.; Ember, M. (2003). Encyclopedia of Prehistory: Volume 8: South and Southwest Asia. Encyclopedia of Prehistory. Springer US. ISBN 978-0-306-46262-7. Retrieved 2019-07-05.
- Potts, D.T. (2015). The Archaeology of Elam: Formation and Transformation of an Ancient Iranian State. Cambridge World Archaeology. Cambridge University Press. ISBN 978-1-107-09469-7. Retrieved 2019-07-05.
- Thornton, Christopher P.; Lamberg-Karlovsky, C.C.; Liezers, Martin; Young, Suzanne M.M. (2002). "On Pins and Needles: Tracing the Evolution of Copper-base Alloying at Tepe Yahya, Iran, via ICP-MS Analysis of Common-place Items". Journal of Archaeological Science. Elsevier BV. 29 (12): 1451–1460. doi:10.1006/jasc.2002.0809. ISSN 0305-4403.
- Tosi, M.; Malek Shahmirzadi, S.; Joyenda, M. A. (1992). "THE BRONZE AGE IN IRAN AND AFGHANISTAN".  In Dani, Ahmad (ed.). History of civilizations of Central Asia. Paris: Unesco. ISBN 978-92-3-102719-2. OCLC 28186754.
- "BRONZE AGE – Encyclopaedia Iranica". Encyclopædia Iranica. 1989-12-15. Retrieved 2018-09-11.

- ادیب‌زاده، بهمن؛ مصطفوی، فاطمه؛ رازجویان، محمود؛ ریاضی، محمدرضا (۱۳۸۴). آثار خانه در ایران از نوسنگی تا ساسانی. شرکت عمران و بهسازی شهری ایران (مادر تخصصی). OCLC 239846377. شابک ۹۶۴-۰۶-۵۸۵۶-۱.
- بختیاری، معصومه (۱۳۹۵). «فرهنگ جمدت نصر در منطقۀ جنوب غربی ایران». مطالعات تاریخ و تمدن ایران و اسلام (۱): ۹۳–۱۰۵. دریافت‌شده در ۲۰۱۹-۰۷-۰۸.
- چایچی‌امیرخیز، احمد (۱۳۹۵). «پویایی یا پیوستگی فرهنگی: مروری بر نظریه سیستم جهانی اوروک در ایران مرکزی بر اساس مطالعه موردی یافته‌های ترانشه CI محوطه اریسمان-پایگاه مجلات تخصصی نور». پیام باستان‌شناس. ۲ (۱): ۸۱–۱۰۳. دریافت‌شده در ۲۰۱۹-۰۷-۰۴.
- حصاری، مرتضی؛ اکبری، حسن (۱۳۸۵). «مسئله معماری عصر برنز قدیم ماورای قفقاز». پیام باستان‌شناس (۶): ۴۳–۶۲. دریافت‌شده در ۲۰۱۹-۰۲-۰۴.
- میرزایی، آزیتا؛ فیروزمندی، بهمن (۱۳۸۵). «معماری مسکونی دوره ایلام». پژوهشهای باستان شناسی و مطالعات میان رشته ای (۴): ۵۳–۷۷. دریافت‌شده در ۲۰۱۹-۰۷-۰۸.
- نوراللهی، علی (۱۳۹۴). «آسیای میانه غربی در بستر زمانی عصر مفرغ». تاریخ پژوهی (۶۳): ۲۶۷–۲۹۴. دریافت‌شده در ۲۰۱۹-۰۷-۰۳.